# Perictione II
Perictione II (ca. 450 v.Chr., Athene, Griekenland) - niet te verwarren met Perictione, de moeder van Plato, - was een vrouwelijke filosoof die mogelijk de auteur is van een tekst met de titel "Sophias" (Over wijsheid).

## Betwist auteurschap van teksten op naam van "Perictione"
Op de naam van "Perictione" zijn drie fragmenten overgeleverd in de 5de-eeuwse Anthologie van Johannes Stobaeus. Verder wordt zij nergens genoemd. Er zijn (in navolging van de Engelse filoloog Richard Bentley) verscheidene redenen om te twijfelen aan de authenticiteit van deze teksten. Ten eerste wordt deze Perictione niet genoemd in de lange lijst van vrouwelijke Pythagoreeërs van Iamblichus, terwijl de inhoud van de teksten duidelijk pythagoreïsch is. Ten tweede zijn de eerste twee teksten in het Dorische dialect geschreven en het derde in het Ionische, wat het onwaarschijnlijk maakt dat ze uit één werk van één auteur stammen. Op basis hiervan besluiten sommige bronnen dat het om twee auteurs gaat, waarbij de auteur van "Sophias" als Perictione II wordt aangeduid. Het lijkt echter even aannemelijk dat het om fragmenten gaat die ten onrechte op de naam van Plato's moeder zijn gezet om zijn moeder ook tot een filosoof te maken. De controverse over het auteurschap blijft bestaan, getuige de verschillende elkaar tegensprekende theorieën (zie ook Bronnen en referenties).

## Athene ten tijde van Perictione II
Veel is er over haar niet bekend, en eigenlijk niets met zekerheid. We kennen de namen van haar ouders niet of die van haar mogelijke echtgenoot of van haar kinderen. Mocht deze Perictione II echt bestaan hebben, dan moet ze een opmerkelijke vrouw geweest zijn om in het Athene van de 5e eeuw v.Chr. als vrouwelijke filosoof aan het werk te kunnen zijn. In die tijd en cultuur was het immers hoogst ongebruikelijk voor een Atheense vrouw om ten eerste een goede opvoeding te krijgen, en ten tweede een onafhankelijke activiteit te kunnen ontplooien buiten de zorg voor het gezin. Het is niet duidelijk waar of bij wie Perictione II gestudeerd moet hebben, maar te oordelen naar de tekst die ons van haar is overgeleverd moet ze wel een ontwikkelde vrouw geweest zijn. Overigens waren er in deze periode wel vrouwen zonder burgerrechten (barbaren genoemd) die van stad tot stad trokken en bijdroegen aan het cultureel leven in Griekenland. Zo konden bijvoorbeeld Aspasia van Milete en Axiothea van Phlius, beiden afkomstig uit andere stadstaten, zich bezighouden met filosofie tijdens hun verblijf in Athene.

## Over Wijsheid ("Sophias")
Volgens Perictione II moet de mens (de filosoof) zich bezighouden met het beschouwen en analyseren van dingen om vast te stellen hoe alles door een gemeenschappelijk principe verbonden is.
"De mensheid is ontstaan en bestaat om het principe van de natuur van het geheel te aanschouwen. Het doel van wijsheid is om dit in bezit te krijgen en na te denken over het doel van de bestaande dingen."
"Harmonia" is de naam van dit principe, dat alle dingen beheerst, inbegrepen wiskunde, meetkunde, muziek en de studie van de kosmos.